# ヨハン・エマヌエル・ヴィークストレーム
ヨハン・エマヌエル・ヴィークストレーム（Johan Emanuel Wikström、1789年11月1日 - 1856年5月4日）は、スウェーデンの植物学者である。ベルギアンスカ植物園（Bergianska trädgården）の園長などを務めた。

## 略歴
ベーナシュボリに生まれた。父親は工場の管理人で、父親の希望で1806年からウプサラ大学で法律を学び、ベーナシュボリの地方裁判所で働くが、その仕事に満足できず、ウプサラ大学の医学部に再入学した。1815年に卒業し、1817年に医師の資格を得、同年修士号を得て、ストックホルムの病院で働いた。大学でカール・ツンベルクの医学と博物学の講義を受けたこともあって、休日はストックホルムのベルギアンスカ植物園（Bergianska trädgården）でいつも過ごし、植物園の初代園長となるオロフ・ペータ・シュヴァルツと親しくなった。ツンベルクやシュヴァルツの影響を受けて、植物学を研究し、1818年にシュヴァルツが没すると、その職を継ぎ、医師をやめ植物学に専念することとなった。1823年に教授職を贈られた。
ヴィークストレームが主導したベルギウス財団の園芸学校は国際的に評価され、植物園長として園芸家を育てた。スウェーデン王立アカデミーの植物博物館の館長も務めた。1821年から1843年の間は高校でほぼ無償で自然史を教えた。ヴィークストレーム自身はスウェーデンから出ることは稀であったが、スウェーデン王立アカデミーによってアンティル諸島に派遣されたBengt Anders Euphrasénや西インド諸島のリーワード諸島で植物を収集したフォシュストローム(Johan Erik Forsström)が集めた植物の研究を行なった。ストックホルム近郊の植物に関する著書もある。アカデミーの依頼で国内学の植物学の研究に関する年報を1822年から1852年まで執筆した。
ジンチョウゲ科の属名、Wikstroemia（和名:アオガンピ属）に献名された。

## 著作
- Dissertatio botanica de Daphne (1820).
- Några arter af växtslägtet Rosa (1821).
- Conspectus litteraturæ botanicæ in Suecia : ab antiquissimis temporibus usque ad finem anni 1831, notis bibliographicis et biographis auctorum adjectis (1831).
- Stockholms flora, eller korrt beskrifning af de vid Stockholm i vildt tillstånd förekommande växter (1840).[1]